# ایرتلینگ‌بورو
longitudeایرتلینگ‌بوروlatitudeایرتلینگ‌بورو
ایرتلینگ‌بورو (به انگلیسی: Irthlingborough) یک شهرک در بریتانیا است که در انگلستان واقع شده‌است.

## خصوصیات
ایرتلینگ‌بورو ۶٬۱۷۹ نفر جمعیت دارد.